# Giovanni Battista Piranesi

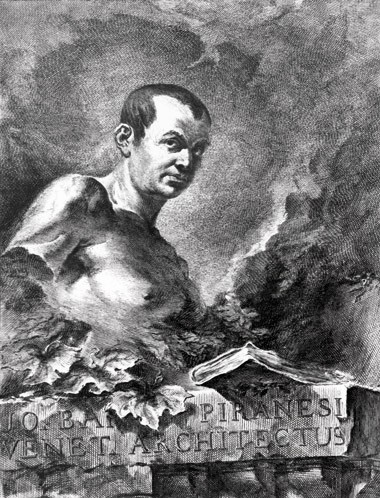
Ets van een buste van Piranesi door Felice Polanzani (1750); de kunstenaar wordt half afgebeeld als een antiek personage, half als een modern architect

Giovanni Battista Piranesi (Mogliano Veneto, 4 oktober 1720 - Rome, 9 november 1778) was een Italiaanse graficus, die bekend werd door zijn stadsgezichten van Rome, gravuren en etsen van imaginaire kerkers.
Piranesi hield zich ook bezig met archeologie en huldigde daarbij denkbeelden die tegenwoordig niet meer worden aangehangen. Hij was bovendien werkzaam als architect, ontwerper en auteur.
Piranesi is bekend geworden door zijn grootformaat etsen van stadsgezichten van Rome en gesublimeerde studies van de antieke Romeinse architectuur. Zijn Carceri (kerkers) behoren door hun originele en fantasierijke uitwerking tot een novum in de etskunst. Hij wordt mede door zijn polemische geschriften gezien als een belangrijke intellectuele figuur uit het 18de-eeuwse Rome. Piranesi had een niet geringe invloed op het neoclassicisme.

## Jeugd en opleiding
Piranesi werd geboren in de buurt van Venetië. Zijn vader, Angelo Piranesi, was steenhouwer en meesterbouwer. Zijn broer was kartuizer en onderrichtte hem in de klassieke geschiedenis. Hij ging in opleiding bij Matteo Lucchesi, zijn oom langs moederskant, ontwerper en hydraulisch ingenieur, en leerde van hem architectuur en de ingenieurstechnieken. De heftige debatten in Lucchesi's vriendenkring over de Etrusken als stichters van de klassieke architectuur scherpten Piranesi's nieuwsgierigheid naar de oudheid. Ook de provocerende stellingen van de dominicaanse broeder Carlo Lodoli, die de geldigheid van de klassieke normen ter discussie stelde, hadden invloed op de jonge Piranesi. Na onenigheid met zijn oom zette hij zijn opleiding voort bij de Venetiaanse architect Giovanni Antonio Scalfarotto (1670-1764), die hem het technisch tekenen voor architecten aanleerde. Scalfarotto was een medewerker van Piranesi's oom Lucchesi en eveneens Magistrato alle acque van Venetië. Het is dan ook goed mogelijk dat Piranesi meegewerkt heeft aan de laatste bouwstadia van de kerk van San Simeone Piccolo en Giuda in Venetië, een der belangrijkste opdrachten die Scalfarotto ooit heeft gekregen. Piranesi kreeg vervolgens een architectuuropleiding van Tommasso Temenza, neef van Scalfarotto (en restaurateur van de boog van Augustus in Rimini).
Piranesi leerde de kunst van het podiumontwerp bij de gebroeders Giuseppe en Domenico Valeriano. De etser Carlo Zucchi gaf hem voortgezet onderricht in het gebruik van perspectief in composities.

## Periode 1740-1747: de vroege veduta’s en fantasieën

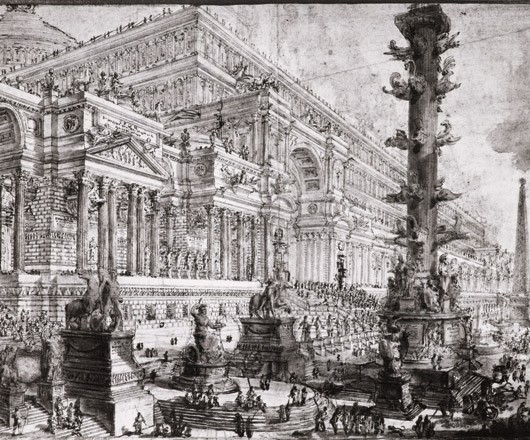
Barokke architecturale fantasie, een vroeg werk van Piranesi

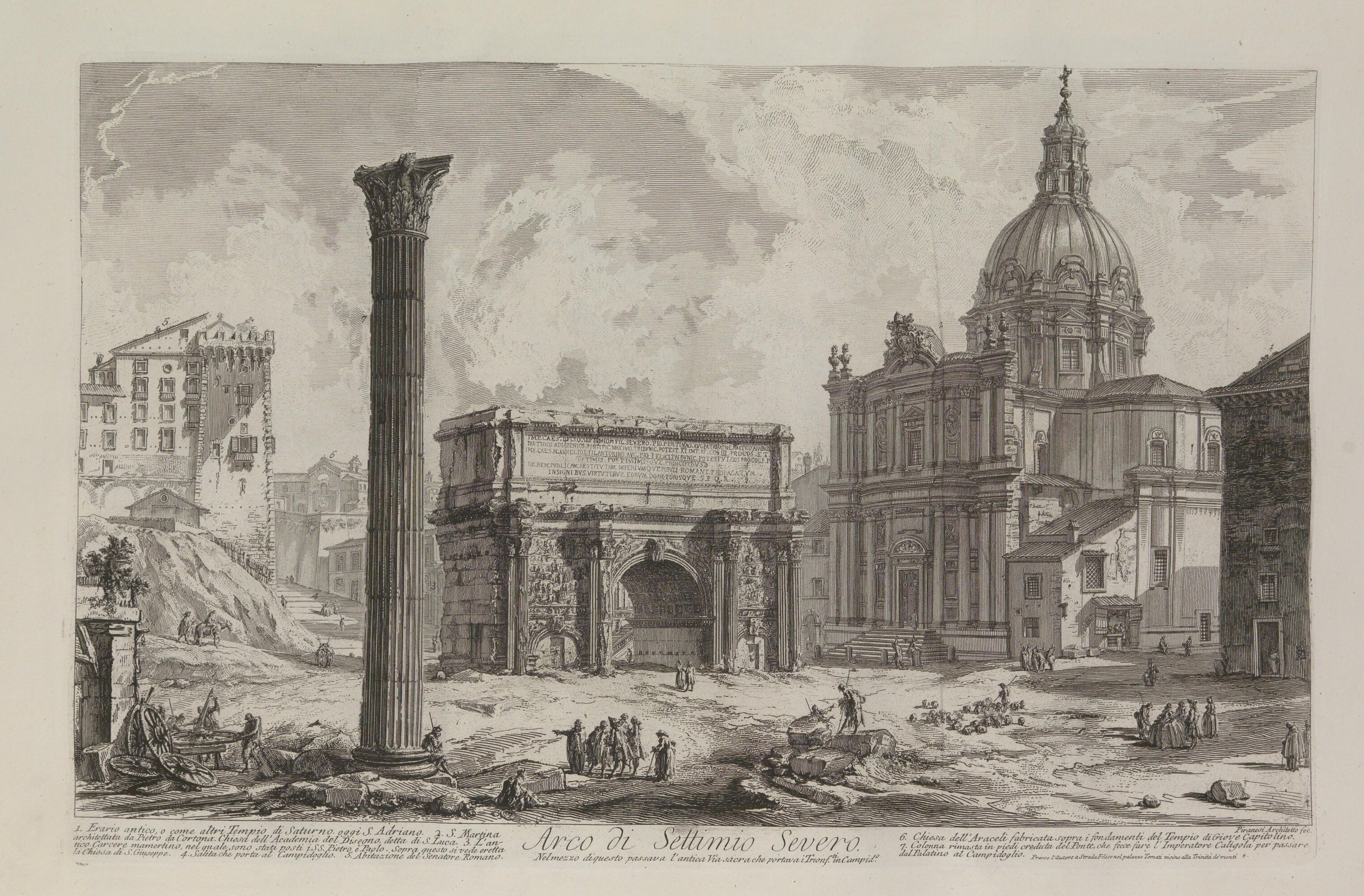
Ets gemaakt door Giovanni Battista Piranesi. Getiteld Arco di Settimo Severo.

In 1740 maakte hij als tekenaar deel uit van het gevolg van de Venetiaanse ambassadeur Marco Foscarini (1696-1763), en zo kwam hij voor het eerst in Rome. Tijdens het pontificaat van Benedictus XIV (1740-1758) was Rome een van de intellectuele centra van Europa. Rome was tevens de bestemming van menig reiziger van standing die de Grand tour over het Europese vasteland deed. Deze reizigers schiepen een vraag naar geïllustreerde reisgidsen van Rome.
Piranesi maakte er kennis met de artistieke milieus. Hij leerde de eerste beginselen van het graveren gedurende zijn kort verblijf bij Giuseppe Vasi, op dat ogenblik de belangrijkste graveur van Rome. Vasi bracht de tiendelige reisgids Magnificenze di Roma antica e moderna (De grootsheid van het antieke en het moderne Rome) uit, en een aantal gravuren van deze veduta's (gedetailleerde stadsgezichten) zijn door Piranesi gesigneerd. Hij zou toen ook reeds hebben meegewerkt aan Vasi's reusachtig panorama Prospetto d'alma città di Roma vista dal Monte Gianicolo (Zicht op de stad Rome gezien vanaf de Monte Gianicolo) , dat een totaalbeeld in vogelvlucht geeft van Rome (1741-1761). Hij werkte in 1743 met Vasi mee aan een kleinere versie van een reusachtig plan van Rome door de architect Giambattista Nolli (1701-1756) dat in 1748 verscheen samen met de grote versie Pianta Grande di Roma. In die periode maakt hij ook kennis met Giovanni Paolo Panini, de voornaamste veduteschilder in Rome.
Geïntroduceerd door zijn mecenas Nicola Giobbe, maakte Piranesi kennis met de vooraanstaande Romeinse architecten Nicola Salvi (ontwerper van o.a. de Trevifontein) en Luigi Vanvitelli. Dit toont nogmaals aan dat Piranesi toen reeds aanvaard werd in de hoogste artistieke kringen van Rome. Gedurende deze tijd geraakte Piranesi in de ban van de antieke ruïnen en bezocht hij archeologische opgravingen.

### Fantasieën
Een van Piranesi's vroegste en tijdens zijn leven steeds weer bewerkte serie prenten is die van de Carceri d'Invenzione ("Imaginaire Kerkers", 1745, tweede uitgave 1761). Hierin beeldde hij ruïnen af die hij in kerkers veranderde, gedomineerd door grootse arcaden in onmogelijke perspectieven, trappen die tot ongelofelijke hoogten oprijzen en bizarre galerijen die nergens heen leiden. De haken, raderen, hangkatrollen en kettingen zijn een expliciete verwijzing naar straf en kwelling.
Vanaf het begin van zijn verblijf in Rome concentreerde Piranesi zich op architectuurfantasieën en fantastische composities. De uitgeverij van de gebroeders Pagliarini publiceerde deze werken in zijn eerste uitgave, Prima parte di Architettura e Prospettive (Eerste deel van de architectuur en het perspectief), versierd met twaalf platen met monumentale structuren en verbluffende ruïnen. Dit geïllustreerd werk behandelde ook de bouwtechnieken van Nicola Zabaglia (1674 - 1750). Hij gebruikte hier reeds een onorthodoxe combinatie van de klassieke thema's, bovenmenselijk van schaal, met krachtig perspectief en weergave van de ruimte getemperd door een afgemeten lichtinval. Piranesi droeg dit boek op aan de Romeinse aannemer en mecenas Nicolà Giobbe, die hem toegang had gegeven tot zijn omvangrijke privéverzameling van architecturale prenten en publicaties.
De invloed van dit werk deed zich spoedig gelden in de festivalontwerpen van de neoklassieke Franse schilder Louis-Joseph Le Lorrain (1715-1759) en de architecturale fantasieën van Michel-Ange Challe (1718-1778). Zij verbleven beiden aan de Franse Academie in het Palazzo Mancini-Salviati, toentertijd een centrum van kunstonderzoek voor Franse kunstenaars. Daar verbleven jonge artiesten, en door hen werden vele van de veduta’s die hier ontstonden, geëtst. Toen deze kunstenaars terugkeerden naar hun land, verspreidden zij de vernieuwende opvattingen van Piranesi, die daarmee invloed had op de Europese neoklassieke architectuur.

### Archeologie
Geboeid door de opgravingen aan de basilica in Herculaneum, vertoefde Piranesi in de periode 1743-1744 in Napels. De opgegraven beelden en archeologische vondsten brachten hem ertoe om voortaan het archeologisch materiaal op een visueel vertellende wijze weer te geven.
In 1744 verbleef Piranesi opnieuw in Venetië, volgens sommige bronnen om in de leer te gaan in het atelier van de laatbarokschilder Giambattista Tiepolo. Anderen verklaren zijn verblijf echter als ingegeven door geldgebrek. Hij kwam aan de kost door een aantal interieurontwerpen te maken voor Venetiaanse paleizen. Een zeldzaam voorbeeld hiervan wordt bewaard in de Pierpont Morgan Library in New York.

### Vedutine

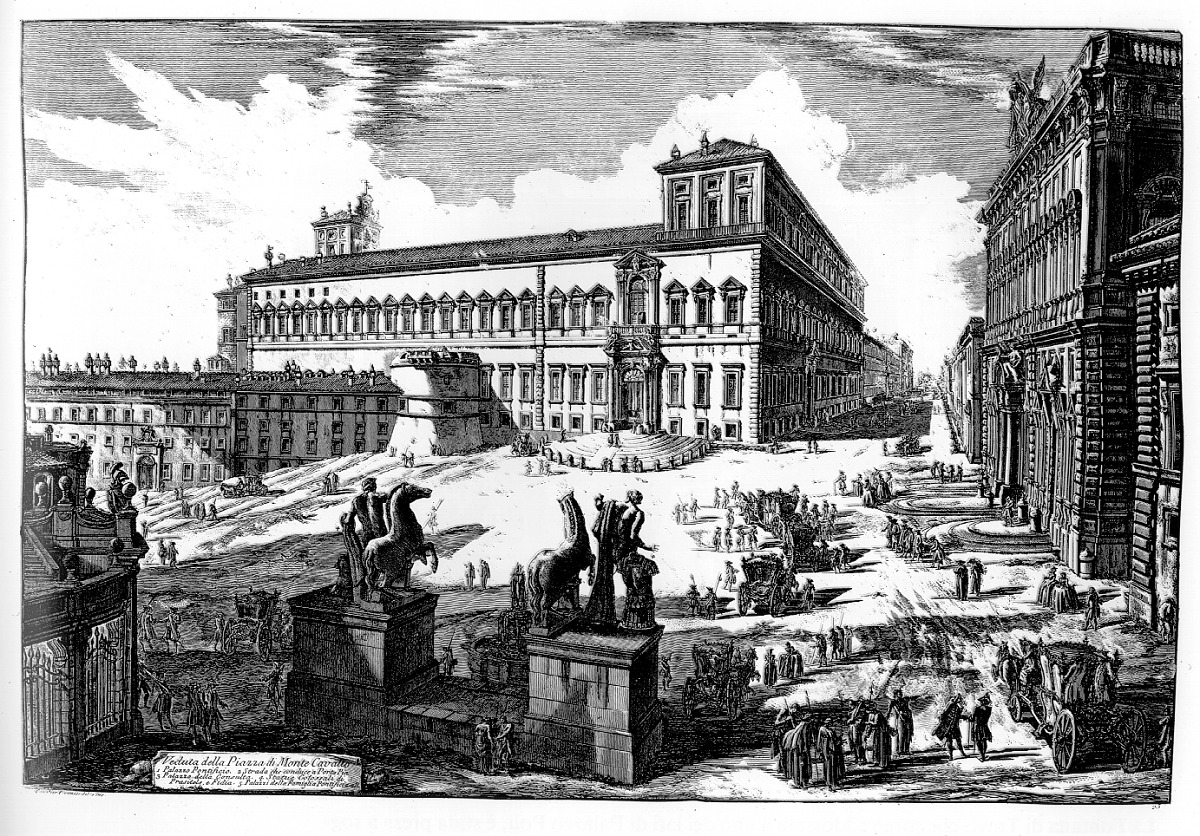
Het Quirinaal in Rome (in de voorgrond : de standbeelden van Castor en Pollux)

In 1745 kwam Piranesi terug in Rome en hij vestigde zich aan de Via del Corso, nabij de Franse Academie. Hij tekende er ongeveer vijftig stadszichten op klein formaat, dergelijke kleine vedute werden vedutine genoemd. In 1745 bracht Fausto Amidei het boek Varie vedute di Roma antica e moderna (Verschillende stadsgezichten van het antieke en het moderne Rome) uit, waarin naast vedutine van enkele andere kunstenaars uit de Franse academie, zoals Jean-Laurent Legeay, Duflos en Bellicard, ook de eerste van Piranesi werden opgenomen.
Een dergelijk prentenboek op klein formaat was erg in trek bij toeristen. Verschillende auteurs (onder wie Ridolfino Venuti en Pietro Rossini) publiceerden reisgidsen voor Rome, en tot het midden van de jaren 1760 werden in verschillende van die gidsen Piranesi's vedutine als illustratiemateriaal gebruikt.

### Losse vedute

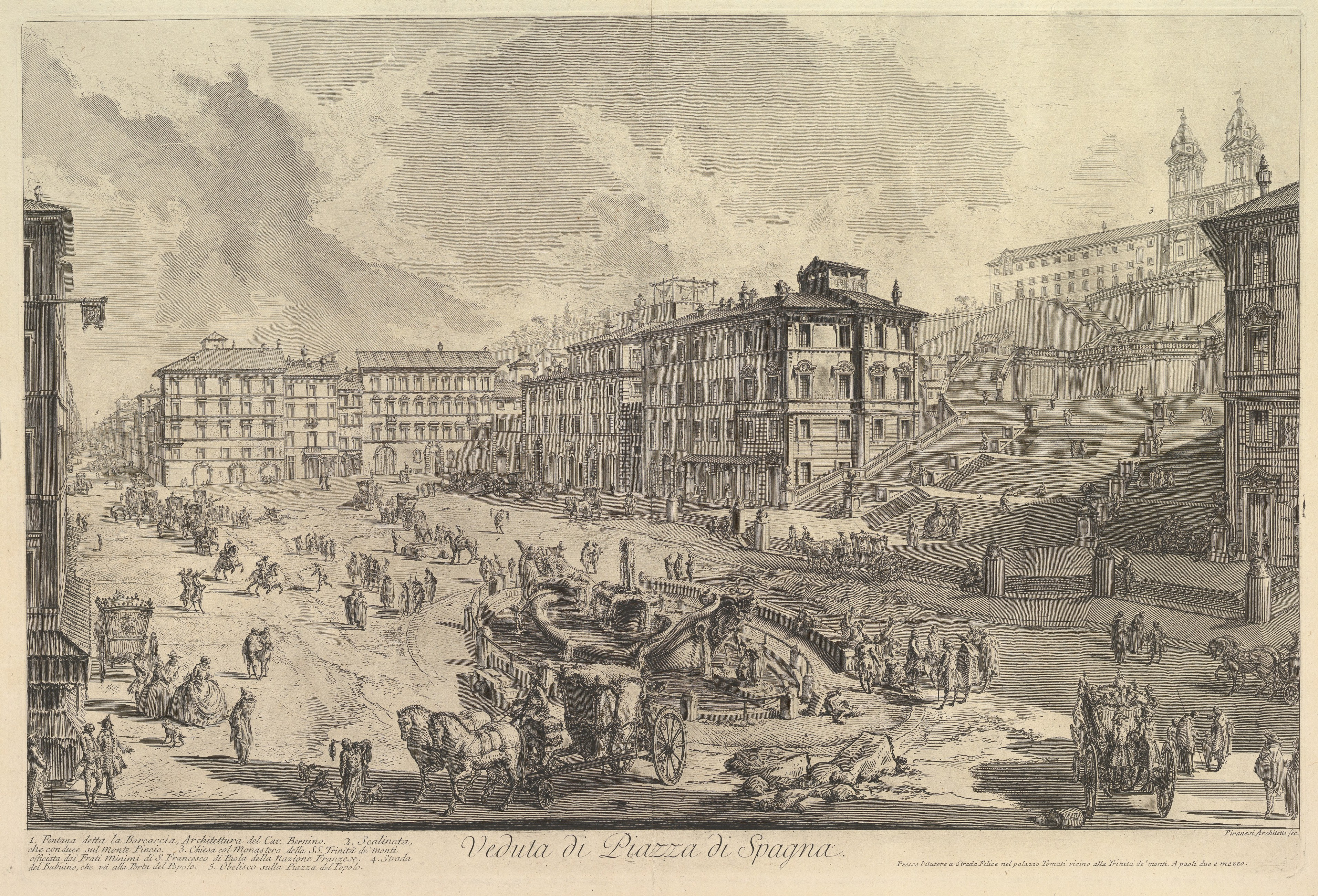
The Piazza di Spagna (Veduta di Piazza di Spagna)

Vanaf 1747 tekende Piranesi zijn veduta’s op een formaat dat tweemaal zo groot was als zijn vroegere vedutine. Deze stadsgezichten zouden uitgroeien tot een reeks van 135 platen, waarvan hij de afdrukken afzonderlijk verkocht, nu en dan ook in bundels met beperkte oplage. Elke ets was een opzichzelfstaand kunstwerk en vormde een betaalbaar alternatief voor de duurdere geschilderde veduta’s. In tegenstelling tot zijn voorgangers in dit genre, legde Piranesi nu al de nadruk op het technisch vernuft en de vaardigheden in het antieke Rome. Hij liet hierbij zijn verbeelding werken om de grootsheid van de gebouwen te benadrukken: het ging niet zozeer om de realistische weergave van het tafereel. Deze 135 etsen vormen door hun techniek en compositie een weergave van bijna elke fase in haar stilistische evolutie.
Zijn Capricci grotteschi (Groteske fantasieën) (c. 1747) bevatten onder andere vier etsen met fantasieën, die duidelijk de invloed van Tiepolo weergeven in de vrije etstechniek, de gewrongen lijnen en de dramatische toepassing van licht en schaduw.

## Periode 1747-1760: het rijpere werk en de archeologie

### Antichità romane

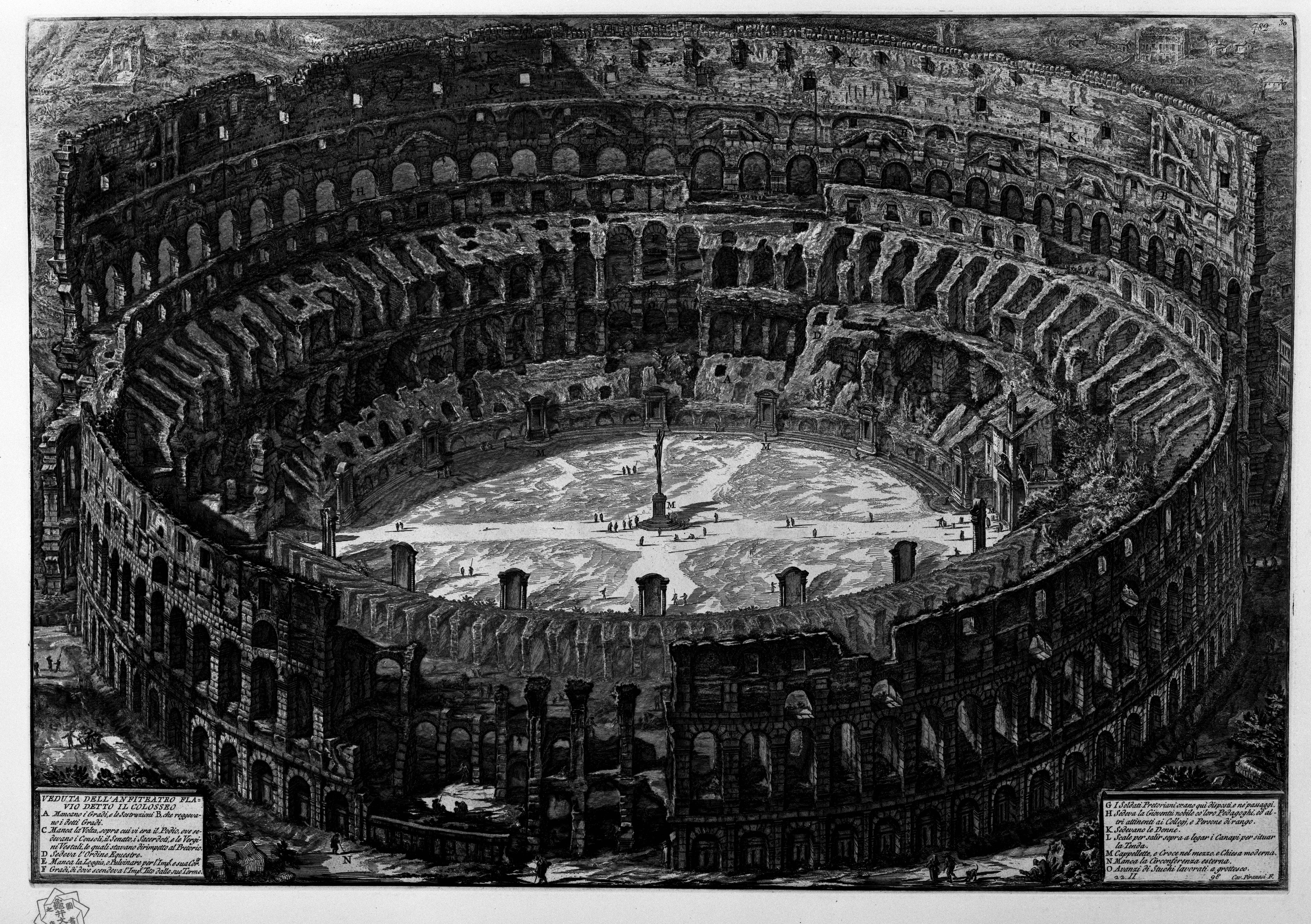
Het Colosseum, Piranesi en DanIël Vrijdag (graveur), 1761

Vanaf 1747 begon hij nauwkeurig notities te maken van alle aspecten van de ruïnen van het antieke Rome. Hij publiceerde in 1748 reeds zijn eerste reeks stadsgezichten, Antichità romane de’ tempi della Repubblica e de' primi Imperatori ("Het antieke Rome uit de tijd van de Republiek en de eerste keizers"). Dit boek zou uiteindelijk uitgroeien tot vier monumentale delen. Hij beschrijft in het bijzonder de graftomben langs de Via Appia en probeert via reconstructies hun vormenrijkdom weer te geven. Hijzelf zegt hierover in dit boek :
"Ik heb de ruïnen afgebeeld met een weergave niet alleen van hun gevels, maar ook van de bouwplannen en hun interieurs in doorsnee en in profiel. Ik heb aangetoond welke materialen er gebruikt werden en hoe ze gebouwd werden, voor zover ik dit kon afleiden na vele jaren van nauwkeurige observatie, opgravingen en onderzoek."
In 1756 werd de Antichità romane aangevuld met volgende reeksen en gepubliceerd in vier monumentale delen met meer dan 250 platen. Zij vormen de neerslag van zijn uitgebreid onderzoek, en zijn voornamelijk gewijd aan de beschrijving van Romeinse circussen en graftomben langsheen de Via Appia. Piranesi etaleerde nu volop zijn ongeëvenaarde kennis van de vormenrijkdom der Romeinse architectuur. Er blijkt onafhankelijk inzicht uit: hij verwijst in deel II naar De architectura, het standaardwerk van de Romeinse architect en militair Vitruvius (± 85 — 20 v. Chr.), maar zegt dat
"men niet steeds moet vertrouwen op de regels van Vitruvius als een onveranderlijke wet; want als men de antieke monumenten observeert, dan vindt men er een grote variatie in verhoudingen en vormen".
Zijn bewondering voor de Romeinen was er daar niet minder om. Piranesi verdedigde in zijn pamflet Lettere di giustificazione op gepassioneerde wijze de antieke Romeinse kunst als superieur aan de antieke Griekse kunst. Dit was een standpunt dat hij steeds zou blijven verdedigen.

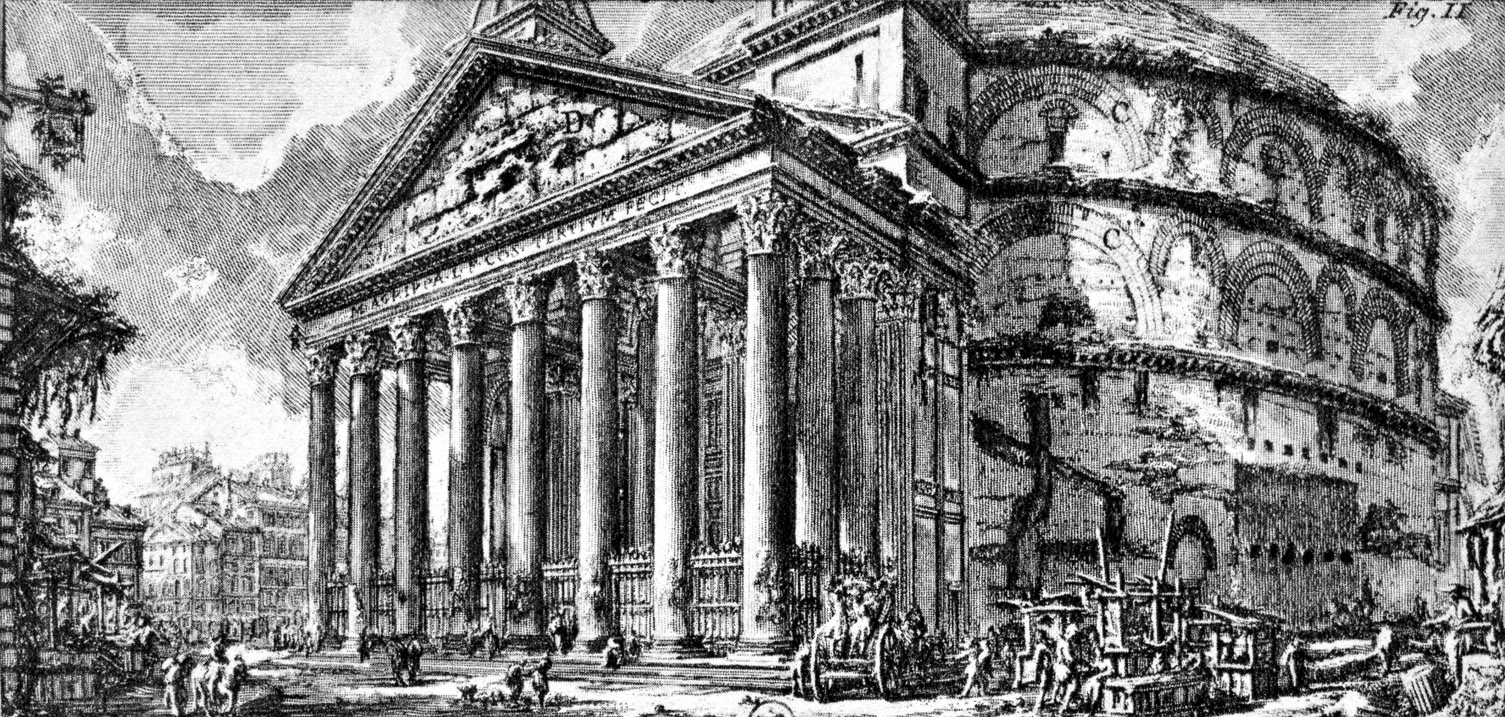
Het Pantheon door Piranesi

### Ander werk
In de periode 1748-1750 publiceerde hij achtereenvolgens Varie vedute di Roma (eerste deel), opgedragen aan Nicolà Giobbe; Antichità romane de’ tempi della Repubblica (Het antieke Rome uit de tijd van de Republiek) (eerste deel, 1756), waarin hij duidelijk zijn kennis aantoonde van de technieken van de antieke bouwkunst, en de Camere sepolcrali (Grafkamers).
De drukkers Bouchard & Gravier publiceerden in de periode 1756-1761 een vernieuwde editie met in totaal 69 etsen van Vedute di Roma, aangevuld door enkele andere etsen. Deze nieuwe afbeeldingen moesten zijn bewijsvoering kracht bijzetten door hun weelde aan informatie.

### Invenzioni capricciose
Piranesi's bekendste werk, de Invenzioni capric(ciose) di Carceri (eerste editie rond 1749-1750, heruitgegeven in 1761) bevat zestien etsen, een reeks improvisaties op uitbeeldingen van een kerker. Om deze intrigerende voorstellingen weer te geven, gebruikte hij bij de uitwerking ervan de techniek van het barokke podiumontwerp. De tekeningen werden in de diepte uitgewerkt en er werd gebruikgemaakt van allerlei ingenieuze effecten. Hij zocht hiermee naar mogelijkheden om zijn architecturale inzichten vorm te geven in voorstellingen die hij putte uit zijn weergaloze verbeelding; hij bedacht cyclopische kerkers en mythische gevangenissen als tegenhanger van de technologische vernieuwingen uit zijn tijd.

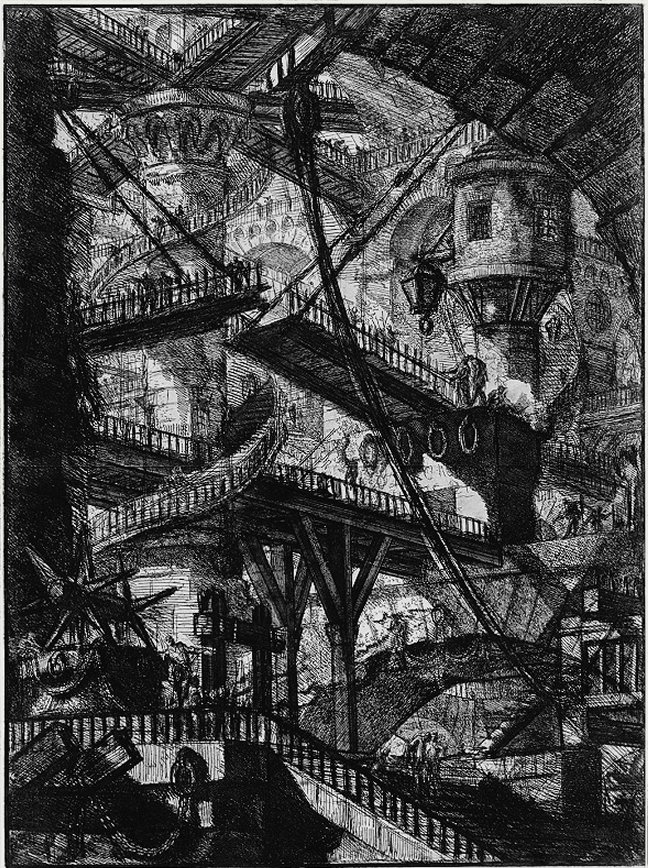
De ophaalbrug

### Opere varie
Vanaf 1750 publiceerde de drukker Giovanni Bouchard de etsen van Piranesi in Opere varie di Architettura Prospettive Grotteschi Antichità sul Gusto degli antichi Romani, een herziene editie van de Varie vedute di Roma (eerste deel, 34 etsen) aangevuld met geëtste fantasieën van antieke overblijfselen, de Grotteschi en twee enkele pagina's. Een portret van de hand van Felize Polzani was er eveneens in opgenomen. Deze etsen maakten grote indruk op een aantal jonge studenten aan de Franse Academie, waaronder Charles De Wailly, een Franse architect die een der voornaamste aanhangers zou worden van de antieke stijl; en Marie-Joseph Peyre, later architect van de Franse koning.

### Trofei
In 1752 publiceerde Bouchard het werk Trofei di Ottaviano Augusto. Aan de hand van vele voorbeelden propageerde Pireanesi daarin de beeldende en militaire kracht van de Romeinse beschaving.

### Persoonlijk leven
In 1752 was Piranesi in het huwelijk getreden met Angela Pasquini. Haar vader was tuinman bij de invloedrijke familie Corsini. Dit huwelijk werd gezegend met vijf kinderen. Zijn zoon Francesco (1758) werd later kunstenaar en handelaar in antiek, en is het meest bekend geworden door zijn tekeningen van Pompeii en doordat hij aan koning Gustaaf III van Zweden een aantal fraaie marmeren beelden verkocht.

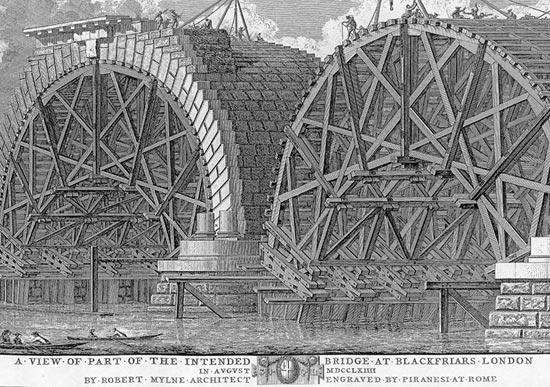
Gravure (1764) door Piranesi voor de architect Robert Mylne: de werken aan de oorspronkelijke Blackfriars Bridge in Londen

Begin jaren 1750 kwam Piranesi meer in contact met Britse architecten als William Chambers, Robert Mylne en George Dance. Zij interesseerden zich sterk voor de tekeningen van Piranesi's archeologisch onderzoek. Zijn belangrijkste ontmoeting vond in 1755 plaats, toen hij kennis maakte met de Schotse architect Robert Adam, die eveneens gefascineerd was door de klassieke voorbeelden en met wie hij zijn leven lang bevriend zou blijven.
In 1757 geraakte hij in dispuut met James Caulfield, eerste graaf van Charlemont, die hem financiële steun had beloofd, maar die belofte niet nakwam. Door de publicatie van de Antichità Romane werd hij in datzelfde jaar verkozen tot lid ("honorary fellow") van de Society of Antiquarians, een Londens gezelschap van liefhebbers van het oude Rome.

## Periode 1760-1769: Controversiële werken en de "Carceri"

### Sint-Lucasgilde
Vanaf de vroege jaren 1760 had Piranesi zoveel werk dat hij een atelier oprichtte waarin zijn kinderen meewerkten als etsers en uitgevers van zijn boeken. Hij moest steunen op enkele medewerkers en beeldhouwers om te voldoen aan de grote vraag naar gerestaureerde antieke stukken en van versierde schoorsteenmantels op maat. Vanaf 1768 begon hij met de "restauratie" van antieke fragmenten.
In 1761 sloot hij zich aan bij de Accademia di San Luca, de gilde der kunstenaars en kunstambachtslieden. Piranesi opende met steun van de uit Venetië afkomstige paus Clemens XIII een winkel in de Villa Tomati aan de Strada Felice (de tegenwoordige Via Sistina). Deze winkel werd druk bezocht door toeristen, voornamelijk Engelsen op de Grand tour, die er zijn etsen kochten, hetzij apart, hetzij in collecties. Van sommige etsen werden meer dan 4000 afdrukken gemaakt. Piranesi maakte van dit succes gebruik om ook minder belangrijke antieke stukken (imitaties of herstelde werken) te verkopen.

### Een nieuwe Carceri
In hetzelfde jaar gaf hij een vernieuwde editie uit van de Veduti di Roma en de Carceri, ditmaal onder de nieuwe titel Carceri d'invenzione; er waren twee platen bij gekomen. In deze definitieve versie van de Carceri had hij zijn vroegere etsen herwerkt en er meer contrast en detail aan toegevoegd. Aan de grootse structuren en de ruimtelijke dubbelzinnigheid werden enkele nieuwe structuren toegevoegd, die in het oneindige lijken te verdwijnen.

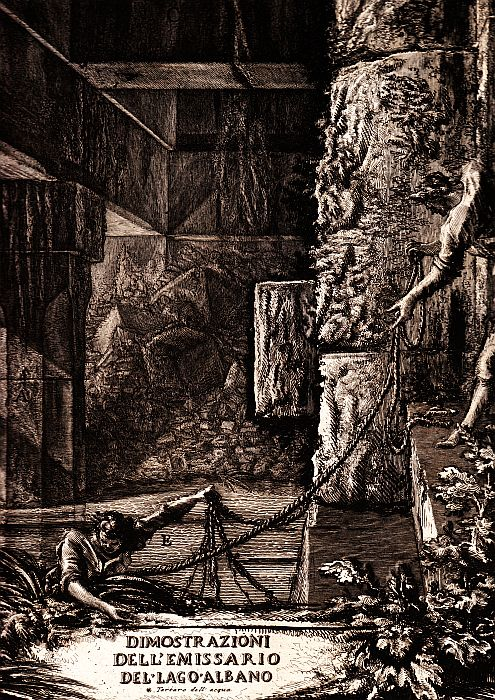
Dimostrazioni dell' emissario del Lago Albano. Fragment van een ets van Piranesi met een afbeelding van de Romeinse ondergrondse waterwerken bij het Lago Albano. De merkwaardige menselijke figuren waarmee Piranesi zijn etsen stoffeert zijn hier goed te zien.

### Publicaties over het oude Rome
Hij publiceerde ook Le Rovine del Castello dell'Acqua Giulia (De ruïnen van het Giulia aquaduct). In dit vroege voorbeeld van industriële archeologie reconstrueerde hij de waterbouwkundige technieken die gebruikt waren bij het bouwen van de aquaducten uit de oudheid. Uit zijn nauwkeurige beschrijvingen in dit boek blijkt duidelijk zijn fascinatie voor het Romeins hydraulisch vernuft, zoals beschreven in De aquaductibus urbis Romae (De aquaducten van de stad Rome), het boek van de Romeinse curator aquarum Sextus Julius Frontinus uit de eerste eeuw na Chr. Dit boek werd vanaf het begin van de 16de eeuw vaak gepubliceerd in één band samen met Vitruvius' De Architectura. Hij had toegang tot dit boek in de bibliotheek van zijn mecenas Giobbe. Hij kon eveneens steunen op het boek "De aquis et aquaductibus veteris Romae" (De waterlopen en de aquaducten van het antieke Rome) (1680) waarin Raffaello Fabretti voor het eerst met illustraties aantoonde hoe de antieke aquaducten geïntegreerd waren in de muren van Rome.

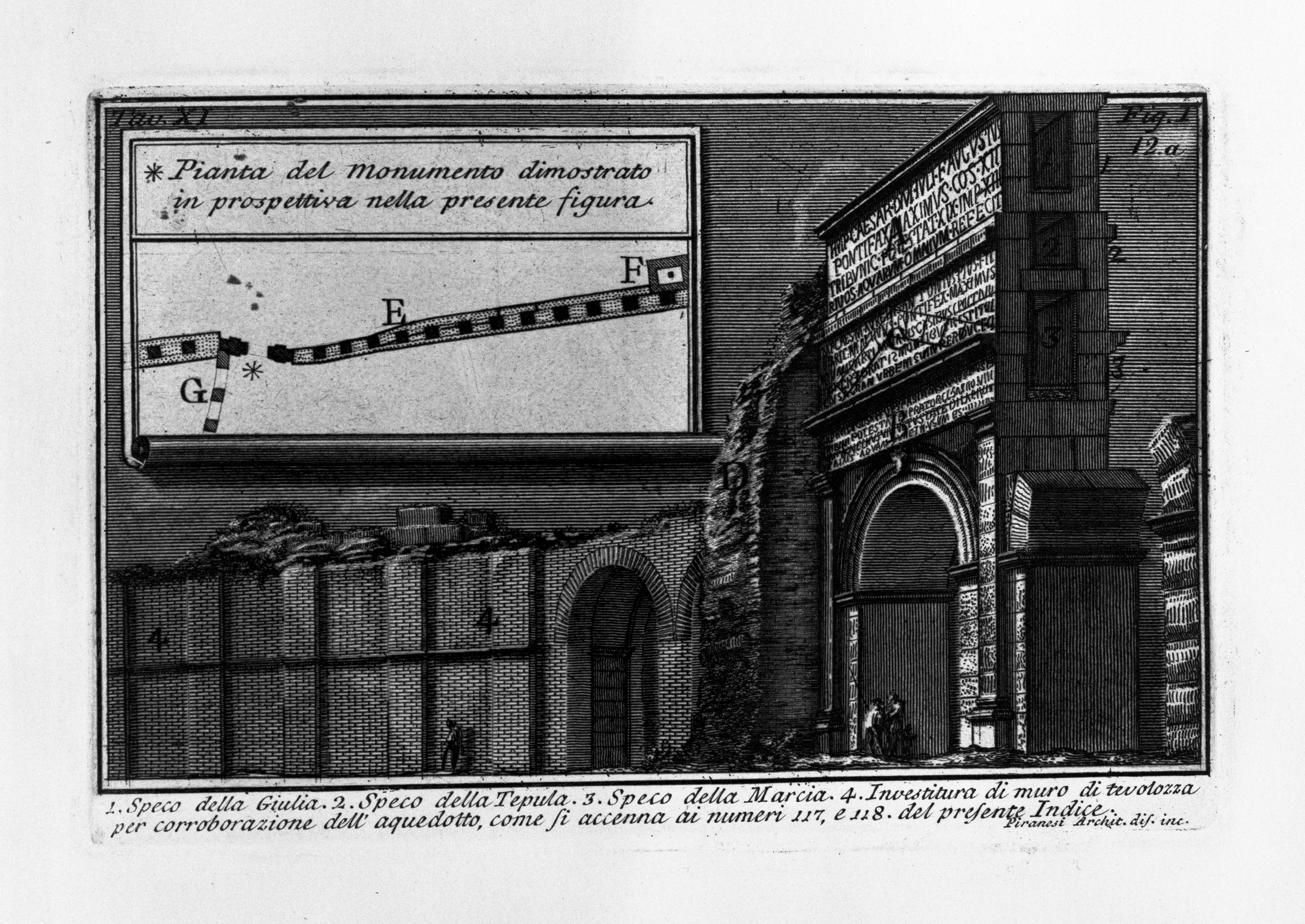
Illustratie uit Le Rovine del Castello dell'Acqua Giulia

In zijn Della Magnificenza ed Architettura de'Romani (De pracht van de Romeinse architectuur) (1761), een boek opgedragen aan Paus Clemens XIII, zette Piranesi de polemiek voort en verwierp de opvatting dat de Romeinse architectuur afgeleid was van de Griekse. Dit standpunt was verdedigd geweest in "L'Essai sur l'Architecture" (1753), een boek in twee delen van de Franse priester Marc-Antoine Laugier (1713-1769). Ook Julien-David Le Roy (1728-1803) was dezelfde mening toegedaan in zijn boek "Ruines des plus beaux monuments de la Grèce" (1758). Johann Winckelmann (1717-1768) beschouwde in zijn boek Ideeën over de navolging van de Griekse schilderkunst en beeldhouwkunst (1755) eveneens de Griekse kunst superieur aan alle andere kunsten. Piranesi zette zich hier tegen af en zijn standpunt was dat de kunst van de Etrusken reeds vanaf de beginjaren Rome tot voorbeeld had gestrekt. Volgens Piranesi waren het dus niet de Grieken die de bron waren van de grandioze bouwwerken van de Romeinen, maar de Etrusken en - via hen - de Egyptenaren. Hij probeerde dit te staven met een aantal grote afbeeldingen die hij in zijn boek opnam. Deze afbeeldingen in grote uitklapplaten verheerlijkten, eigenaardig genoeg, niet zozeer de beginjaren van Rome maar in hoofdzaak de overdadige versierselen uit de keizertijd. Zijn hele redenering strookte met de etruskomanie die toen bestond en met de pauselijke politiek die de continuïteit van het Italiaans genie wilde aantonen. Deze etruskomanie was ontstaan door het boek "De Etruria Regali Libri Septem" ("Zeven boeken over het koninklijk Etrurië"), een gedetailleerde studie van de Etruskische beschaving, geschreven door de Schotse erudiet en avonturier Thomas Dempster (1579-1625). Dit boek was in verbeterde versie heruitgegeven in 1723.
In hoofdzaak gesponsord door paus Clemens XIII en diens adellijke familie, de Rezzonico's, gaf hij in 1762 een boek uit getiteld Lapides Capitolani (De brokstukken op de Capitolijn). Hierin gaf hij, aan de hand van inscripties en fragmenten van beeldhouwwerken, een overzicht met sterk polemische inslag van de vroegste geschiedenis van Rome. Opnieuw poogde hij de hoge ontwikkeling van de Romeinse beschaving aan te tonen, en begon daarbij bij het prilste begin.
In 1762 volgde zijn "Il Campo Marzio dell'antica Roma" (het Marsveld in het antieke Rome). Het werk was opgedragen aan zijn Schotse vriend, de architect Robert Adam, die nauw betrokken was bij dit project. In dit boek zette hij aan de hand van een analyse van de ruïnen op het Marsveld de geniale Romeinse stadsplanning uiteen. In plaat V, "Ichnographia", probeerde hij een groot deel van het antieke Rome te reconstrueren. Dit was "speculatieve archeologie", maar Piranesi steunde op ongeveer 300 bestaande ruïnen of artefacten en op vele schriftelijke bronnen van antieke en moderne auteurs. Maar voor meer dan tweehonderd benoemde gebouwen en constructies bleef dit niettemin goeddeels een gissing of gewoon inventie, en dat gaf Piranesi ook zelf toe.
In het boek "Descrizione e Disegno dell'Emissario del Lago Albano" (Beschrijving en ontwerp van de overloop van het meer van Albano) (1762) verklaarde hij de techniek achter de constructies van de overlopen van de Lago Albano (het meer van Albano) uit de 4de eeuw voor Chr. Hij deed later, samen met zijn zoon Francesco, hetzelfde voor de overlopen van de Lago Fucino. Dit werk werd postuum gepubliceerd. Hierin beschreef hij welke titanische constructies moesten opgezet worden door de keizers Claudius en nadien Hadrianus om de overstromingen van dit meer te kunnen bedwingen. Hiertoe moest er een tunnel van 5,6 km gegraven worden door de berg Salviano door 30.000 arbeiders gedurende elf jaar.
Hij publiceerde in 1764 tekeningen van Romeinse en Etruskische ruïnen in "Antichità d'Albano e di Castel Gandolfo" (Antieke stukken uit Albano en Castel Gandolfo), gevolgd door Antichità di Cora en Raccolta di alcuni desegni del Barbieri da Cento detto Il Guercino.(Collectie van enkele ontwerpen van Barbieri, genoemd Il Guercino)

### Architectuur en ontwerp
In 1763 kreeg Piranesi van paus Clemens XIII de opdracht voor een nieuw hoofdaltaar in de basiliek Sint-Jan van Lateranen. Hij ontwierp er 23 minutieus uitgewerkte tekeningen voor, maar het werk werd uiteindelijk nooit gerealiseerd.
In 1764 volgde de opdracht van de kardinaal Giovanni Battista Rezzonico, tevens prior van de Orde van Malta, voor de restauratie van de kerk Santa Maria del Priorato op de Aventijn. Hij veranderde de gevel en het interieur van deze kerk. De gevel is een der vroegste voorbeelden van het opkomende Neoclassicisme in Rome. Het kerkinterieur werd een indrukwekkende weergave van de militaire geschiedenis van de Orde van Malta, op subtiele wijze verwoord in een complexe beeldentaal van antieke symboliek. De kerk ademt een typisch Venetiaanse sfeer, maar deze stijl vond weinig navolging. Hij bleef ermee bezig tot 1767. Hij maakte tevens een ontwerp van de Piazza dei Cavalieri di Malta, het plein voor de kerk.
In dezelfde periode decoreerde hij het appartement van kardinaal Giovanni Battista Rezzonico (1740-1783), een neef van de paus. Daarnaast ontwierp hij de meubelen en het interieur van het pauselijk buitenverblijf Castel Gandolfo. Hij versierde het Caffè degli Inglesi nabij de Spaanse Trappen in Egyptische stijl (vroege jaren 1760).
Van al deze interieurontwerpen is niets overgebleven, behalve twee platen in het latere boek Diverse maniere en twee vergulde zijtafels voor het Quirinaal (bewaard in het Rijksmuseum, Amsterdam, en het Minneapolis Institute of Arts). Piranesi kon slechts een van zijn architecturale ontwerpen ook uitvoeren. Zijn betekenis en grote invloed als architect berust dan ook hoofdzakelijk op zijn uitgebreide grafische productie en zijn polemische publicaties.

### Polemiek
In 1765 ging hij een polemiek aan met de Franse kunsthandelaar Pierre-Jean Mariette, die kritiek had geuit in de Gazette Littéraire de l'Europe op de theorieën van Piranesi in Della Magnificenza. Piranesi schreef een bijtend weerwoord in drie delen, "De Osservazioni sopra la lettre de M. Mariette" (Bemerkingen op de brief van M. Mariette). In het hoofddeel "Parere su l'architettura" (Meningen over de architectuur) gebruikte Piranesi de techniek van het imaginair debat tussen Protopiro (de rigorist), een strikte aanhanger van Laugier en dus van Mariette, en Didascalo (de antagonist), iemand die Piranesi's standpunt verdedigde en punt per punt de hellenistische stellingen weerlegde. Piranesi gebruikte een aantal illustraties van denkbeeldige architectuurontwerpen, waarin hij het erfgoed van de Etrusken en de Egyptenaren op eclectische wijze verwerkte. Hij liet daarmee zien hoe sterk hij in het vrije experiment en de vrijheid van inventie geloofde.

### Persoonlijke wederwaardigheden
In 1767 werd hij door paus Clemens XIII in de adelstand verheven; Piranesi was nu Cavaliere degli Speroni d'Oro, ridder in de Orde van de Gulden Spoor.
In de loop van zijn leven maakte Piranesi herhaaldelijk reizen naar het platteland om de Etruskische oudheden te bestuderen. Daaronder vielen zijn bezoeken aan Chiusi en het huidige Tarquinia (toen nog Corleto genoemd) in 1763 en 1764.

## Periode 1769-1778: Restauraties, latere veduta’s, reizen naar Pompeii en Paestum

### Laatste standpuntbepaling
Piranesi publiceerde in 1769 zijn laatste polemische en theoretische publicatie, Diverse maniere d'adornare i cammini (Diverse wijzen om een sierschouw te versieren), opgedragen aan zijn opdrachtgever, kardinaal Rezzonico. Dit boek richtte zich tot een internationaal publiek en verscheen in drie talen: Italiaans, Frans en Engels. Piranesi verdedigde in een lange inleiding de originaliteit en creativiteit van de Etrusken en besprak de woordenschat die de Egyptenaren gebruikten in hun versieringen.
In deze publicatie aanvaardde Piranesi dat men niet alleen aan de kunst van de Etrusken, de Egyptenaren en de Romeinen mocht ontlenen, zoals hij steeds in zijn polemische geschriften had verklaard, maar ook aan de kunst van de Grieken. Aldus kon men door een inventieve combinatie tot een moderne stijl komen. Hij ondersteunde dit eclectisch standpunt aan de hand van een groot aantal etsen die hij in de voorgaande jaren had gemaakt. Zijn hoofdonderwerp was de monumentale sierschouw, waarvan hij 61 exemplaren afbeeldde. Daaraan voegde hij nog ongeveer 100 etsen toe van decoratieve elementen, zoals ladekasten, klokken, enorme muurkandelaars, vergulde wijnkoelers, koetsen en gesloten draagstoelen. Dit boek wordt beschouwd als zijn meest invloedrijke bijdrage aan de sierkunst.

### Toeristenmarkt
Na de dood van paus Clemens XIII in 1769 en doordat de steun van de Rezzonico-familie afnam, ging Piranesi zich meer toeleggen op de verkoop aan buitenlandse toeristen. Hij werd nu ook geholpen door zijn zoon Francesco Piranesi (1758-1810). Zij maakten ornamenten voor sierschouwen, waarin zij originele klassieke fragmenten verwerkten, meestal afkomstig van de terreinen rond de Villa Adriana. Wegens het pauselijk embargo op de export van antieke beelden, vonden deze "restauraties" gretig aftrek bij Britse verzamelaars van antiquiteiten. Bij deze restauraties nam hij het niet zo nauw met de nauwkeurigheid van de reconstructie, zolang het er maar zeer decoratief uitzag. Op korte tijd werd Piranesi een der voornaamste Romeinse handelaars in neo-antieke stukken en behaalde een inkomen dat zijn inkomen uit publicaties waarschijnlijk oversteeg.

### De Villa Adriana

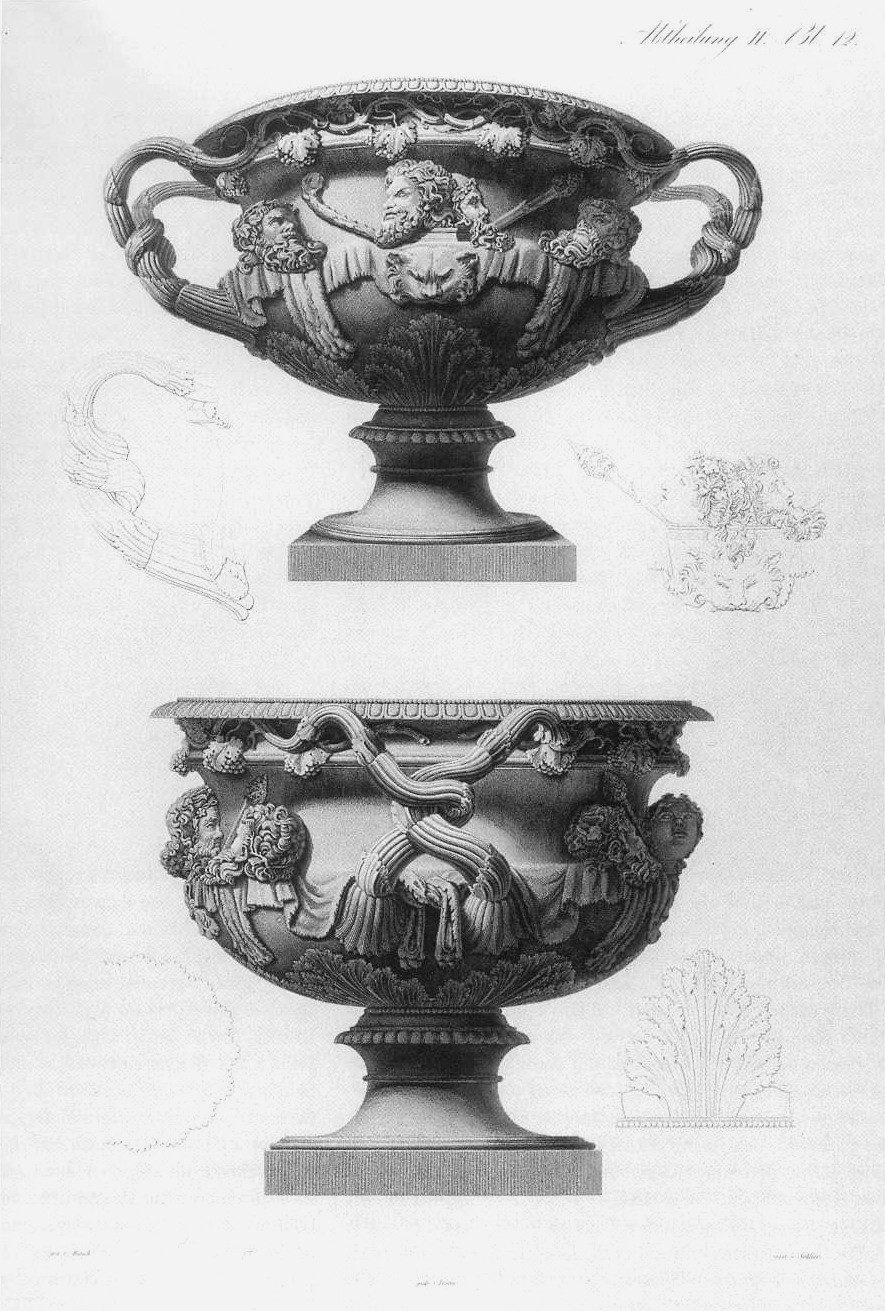
De Warwick vaas, gerestaureerd naar een ontwerp van Piranesi

De Villa Adriana was de uitgestrekte residentie geweest van de Romeinse keizer Hadrianus (76-138) in Tivoli. De ruïnen van de villa trokken sterk Piranesi's aandacht. Hij wijdde honderden tekeningen, etsen en gravuren aan de villa in zijn boek Pianta delle fabbriche esistenti nella Villa Adriana, na zijn dood gepubliceerd in 1781. In samenwerking met de Schotse schilder Gavin Hamilton kon hij de hand leggen op een aantal brokstukken van vazen, dieren en andere ornamenten, die onder de modder van het nabije Pantanello-meer begraven waren. Een aantal fragmenten hiervan werden aangekocht door Sir William Hamilton, de Britse gezant in Napels. Hij liet die compositie, waarvan nog geen derde originele stukken waren, "restaureren"tot een grote vaas door wellicht Bartolomeo Cavaceppi, naar een ontwerp van Piranesi. Deze vaas werd dan uiteindelijk verkocht aan zijn neef, de graaf van Warwick, en wordt sindsdien de "Warwick Vase" genoemd. Dit werd één der meest bewonderde decoratieve stukken in Europa. Aan de hand van de platen van Piranesi werden er later kopieën van gemaakt in zilver (voor de Prins van Wales), gietijzer en brons (voor Windsor Castle).

### Herculaneum en Pompeii
Rond 1770 ondernam Piranesi een aantal reizen naar de opgravingen in Herculaneum en Pompeï waarbij hij een aantal tekeningen maakte en een plan van het terrein opstelde. Later maakte zijn zoon Francesco er etsen van. Het plan verscheen postuum in 1785 in het boek Monumenti degli Scipioni; de gezichten op Pompeii tussen 1804 en 1807 in Les antiquités de la grande Grèce.

### Zuilen
Piranesi publiceerde rond 1774 een monumentale afbeelding van de zuil van Trajanus. Deze werd later samengevoegd met afbeeldingen van andere zuilen in Rome: de zuil van Marcus Aurelius en de zuil van Antoninus Pius, in Trofeo o sia Magnifico Colonna Antonina. Dit werk is een typisch voorbeeld van de samenwerking met zijn zoon Francesco en met de andere kunstenaars in zijn bottega.

### Napels
In de jaren 1777-1778 bezocht hij Napels om de archeologische opgravingen van de drie Grieks-Dorische tempels bij Paestum met eigen ogen te kunnen zien. Hij zocht naar nieuw materiaal om zijn argumenten verder te kunnen onderbouwen. Zijn twintig etsen hiervan verschenen postuum in 1778 als Différentes vues de quelques restes de l'ancienne ville de Pesto.
In 1778 verscheen Piranesi's laatste werk Vasi, candelabri, cippi, een anthologie van antieke decoratieve vormen. Het boek had in de jaren 1790 een grote invloed op ontwerpers in Frankrijk en Engeland.

## Na zijn dood

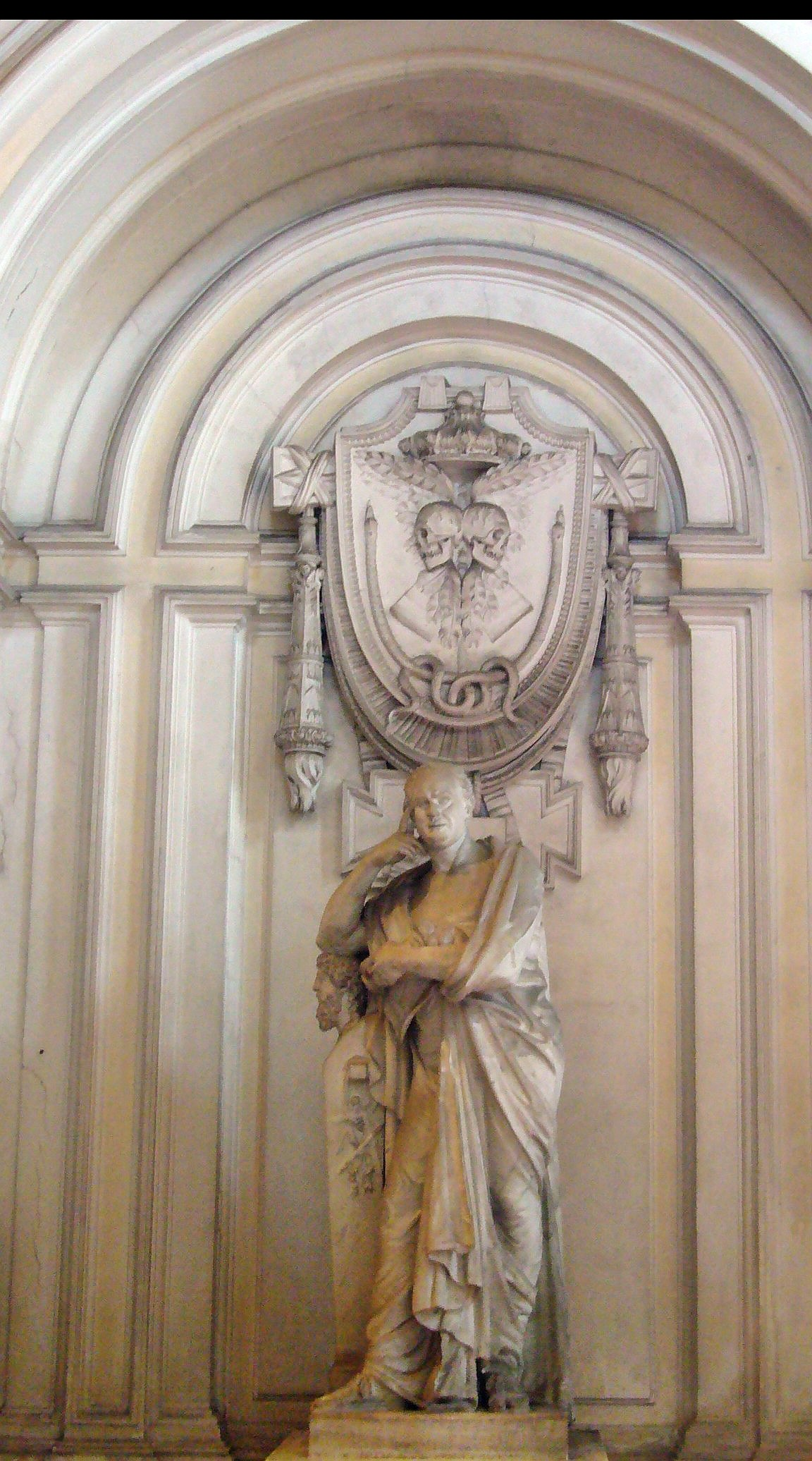
Graf van Piranesi in de kerk Santa Maria del Priorato

Piranesi stierf na zijn terugkeer in Rome aan een nierkwaal. Hij werd begraven in de Santa Maria del Priorato, de enige kerkgebouw die hij zelf had ontworpen, en onder zijn eigen grafmonument: een reusachtige kandelaar in eclectische stijl. Deze kandelaar kwam later in Frankrijk terecht en werd het centrale pronkstuk van de Salle du Candélabre in het Parijse Louvre. Toen na 1850 de vraag naar etsen van Piranesi afnam en hij langzamerhand in de vergetelheid geraakte, werd deze kandelaar overgebracht naar de opslagruimten van het Louvre. Deze kandelaar staat nu opnieuw opgesteld in de afdeling van de Griekse, Etruskische en Romeinse Oudheid Op zijn graf werd later een standbeeld aangebracht van Giuseppe Angelini (1735-1811), dat Piranesi uitbeeldt in antiek gewaad.
Zijn zoon Francesco en enkele medewerkers zetten na Piranesi's dood zijn werk voort met postume publicaties van zijn werken. Maar Francesco voegde er ook eigen etsen van stadsgezichten aan toe en publiceerde ook eigen werk: Raccolta de' tempi antichi (1780-1790), Teatro di Ercolano (1783), Monumenti degli Scipioni (1785), Collection des plus belles statues (1786) en Seconda Parte de' Tempi Antichi (1790). In 1785 verkocht Francesco het grootste gedeelte van de antieke stukken van zijn vader aan koning Gustaaf III van Zweden.
Toen de Piranesi-familie betrokken raakte in de revolutionaire politiek in eigen land, vluchtten de overgebleven leden in 1799 naar Frankrijk met twintig kratten vol geëtste koperen platen, en met de monumentale kandelaar van hun vaders graf. Zij begonnen hun eigen uitgeverij in Parijs, Calcographie des Piranesi frères en publiceerden herdrukken van zijn oeuvre.

## Positie en invloed

### Positie in de kunst
Piranesi was zeer productief en maakte meer dan 2000 tekeningen, waarvan er 600 à 700 bewaard zijn gebleven. Deze prenten kunnen in kwaliteit variëren tussen vluchtige schetsen en nauwkeurig uitgewerkte werktekeningen op ware grootte of vakkundig afgewerkte verkoopexemplaren. De prenten staan met hun ruïnen, hun bedachte reconstructies van Romeinse gebouwen, van standbeelden en van ornamenten in het teken van het 18e-eeuwse neoclassicisme. Door het gebruik van ongewone verhoudingen en ongebruikelijke perspectieven stralen ze een zekere grandeur uit. Piranesi wordt beschouwd als een der beste en meest veelzijdige topografische tekenaars van de 18de eeuw.
Piranesi had een nieuwe visie op de kunst en technologie van het antieke Rome. Zijn architecturale ontwerpen hadden invloed op het neoclassicisme in Europa hoewel slechts weinige ervan ook uitgevoerd werden. Hij gaf zijn interpretatie van de Romeinse cultuur weer in een reeks geschriften, die zowel schrijvers en dichters als artiesten en ontwerpers hebben beïnvloed.
Piranesi heeft gedurende zijn leven 1028 platen geëtst, van grootse stadsgezichten tot vignetten en sierletters. Hij had een individuele stijl ontwikkeld die zich bewoog tussen de uitersten van een rococofantasie, met haar rechtlijnigheid en haar subtiele nuances en het romantisch classicisme met zijn harde groeven en krachtige tonaliteit. Van deze platen werden een groot aantal afdrukken gemaakt die gretig aftrek vonden. Deze etsen worden ook nu nog gewaardeerd en worden niet alleen veelvuldig als wanddecoratie gebruikt maar krijgen ook nu nog veel aandacht gedurende de opleiding tot ingenieur-architect aan de Universiteit Gent.

### Invloed
Reeds in zijn eigen tijd hadden zijn etsen en gravuren grote faam verworven in Europa en werd hij beschouwd als een der grootste architecturale kunstenaars ooit.
In 1771 beschreef de Engelse schrijver en politicus Horace Walpole het werk van Piranesi aan zijn landgenoten met de quote:
 "Bestudeer de sublieme dromen van Piranesi die een visie op Rome heeft bedacht die nog verder gaat dan toen Rome op zijn hoogtepunt stond. Net zo wild als Salvator Rosa, heftig als Michelangelo en overdadig als Rubens heeft hij scènes bedacht die de geometrie tarten en je tot het uiterste drijven om te realiseren" 
De verwarrende en fantastische ervaringen die deze gravuren oproepen, werden ook een belangrijke inspiratiebron voor de 19de-eeuwse romantiek, zoals bij de Engelse auteurs William Beckford, Samuel Taylor Coleridge en Thomas de Quincey. Hun invloed is ook te bemerken bij een aantal Franse schrijvers, van Honoré de Balzac, Victor Hugo en Théophile Gautier tot Charles Baudelaire, Stéphane Mallarmé en zelfs Marcel Proust. Ook enkele Amerikaanse schrijvers vinden inspiratie in deze werken: Edgar Allan Poe en Herman Melville. Men herkent ook Piranesi's invloed in het surrealisme van de 20e eeuw en in de onmogelijke constructies van M.C. Escher.
Zelfs zijn er films waarin de invloed van deze gravuren is terug te vinden: Metropolis van Fritz Lang (1926) en The Third Man van Carol Reed (1949). En ook nu nog staat Piranesi in de belangstelling; bij de verfilming van Harry Mulisch' De ontdekking van de hemel was het decor van de hemel op zijn werk geïnspireerd.
De Engelse componist Brian Ferneyhough schreef in 1982 het werk Carceri d'Invenzione, gebaseerd op de gravuren van Piranesi.
Piranesi inspireerde François Schuiten en Benoît Peeters in hun stripboekenserie De Duistere Steden.
Van 9 februari tot en met 18 mei 2008 bracht Teylers Museum in de tentoonstelling De droom van Piranesi. Eeuwig modern design voor het eerst in Europa Piranesi's betekenis en invloed als ontwerper voor het voetlicht. Bruiklenen (meubelstukken, tekeningen, etsen en boeken van Piranesi en zijn navolgers), afkomstig van drie continenten, waren voor even bij elkaar te zien.
Van 20 september 2008 tot en met 18 januari 2009 was een belangrijk deel van Piranesi's werk te zien in het Museum voor Schone Kunsten in Gent.

## Werk in openbare collecties (selectie)
- Museum Boijmans Van Beuningen, Rotterdam[12]
- Rijksmuseum Amsterdam[13]
- Sir John Soane's Museum, Londen
- Teylers Museum, Haarlem